# Estação Fundão
A Estação de Fundão é uma estação ferroviária da Estrada de Ferro Vitória a Minas situada no Centro do município brasileiro de Fundão, Espírito Santo, inaugurada em 15 de maio de 1905. O prédio atual passou por reformas no fim de 2010.